# Victor-Andersen-Haus

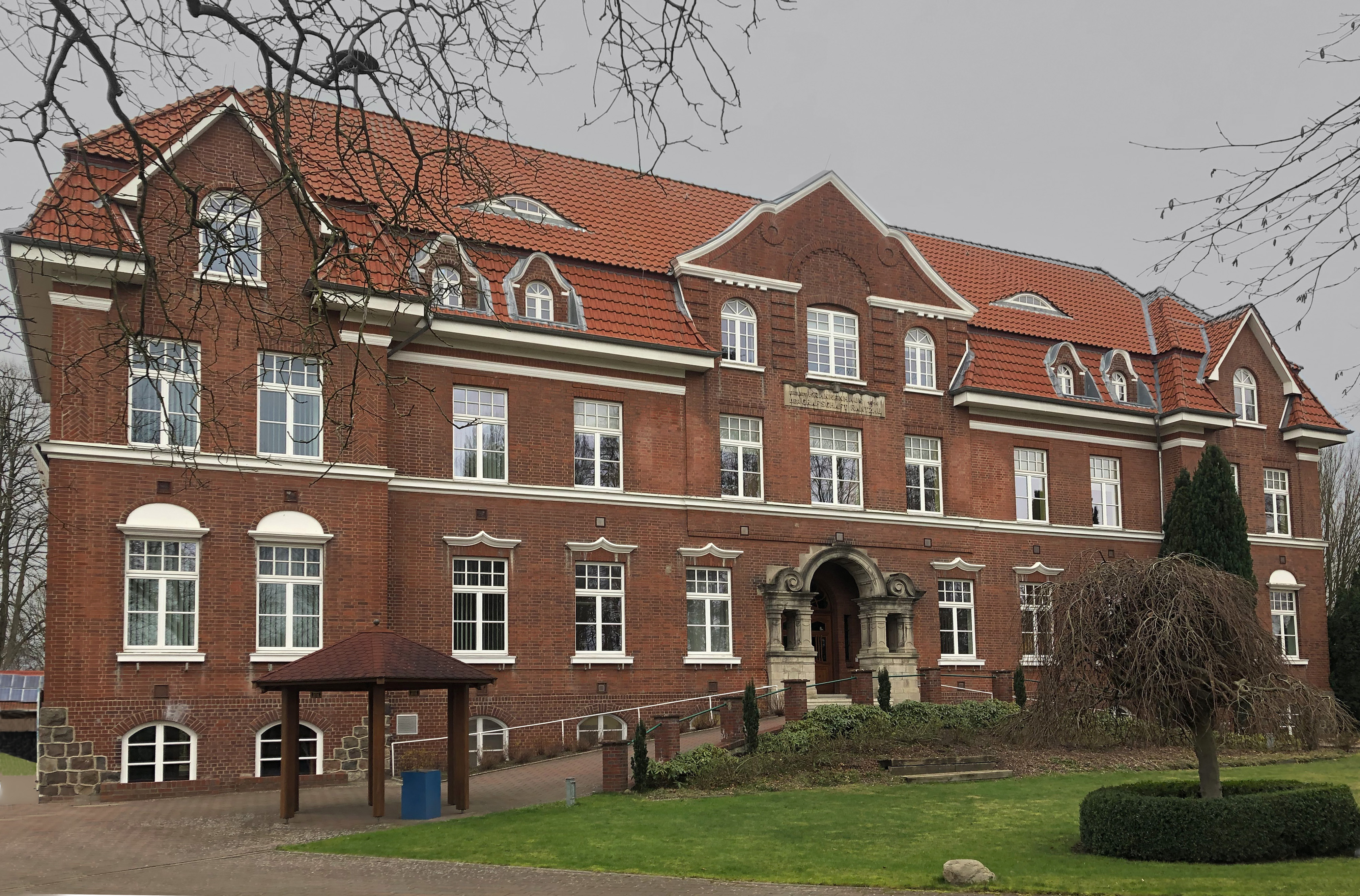
Victor-Andersen-Haus, Ansicht von Südosten

Das Victor-Andersen-Haus ist eine Jugendbildungsstätte des Kreisjugendrings Pinneberg. Es liegt in Barmstedt im Norden des Kreises Pinneberg, Düsterlohe 5.

## Bauwerk
Das Bauwerk entstand 1914 bis 1916 als Krankenhausgebäude, entworfen vom Hamburger Architekten Johann Krohn. Es handelt sich um ein neubarockes Backsteingebäude von elf Achsen Breite in streng symmetrischer Form. Über einem hohen Sockel liegen zwei Geschosse und ein Dachgeschoss. Ein Mansardwalmdach mit weitem Dachüberstand schließt den Bau nach oben ab. Das Gebäude wird strukturiert durch zwei Seitenrisalite und einen Zwerchgiebel in der Mitte. Die weiß aufgeputzten Gesimse und Fensterverdachungen tragen zur Auflockerung der Fassade bei. Ein Sandsteinportal mit Triumphbogenmotiv umrahmt den nach hinten versetzten Eingang in der Mitte des Gebäudes. Das Haus steht unter Denkmalschutz.

## Krankenhaus der Grafschaft Rantzau  (1914–1983)
Der über dem Eingangsportal angebrachte Inschrift „Krankenhaus der Grafschaft Rantzau“ ist irreführend. Die einstige Grafschaft Rantzau wurde mit der Eingliederung der Provinz Schleswig-Holstein in den preußischen Staat 1867 dem Kreis Pinneberg zugeordnet. Zum Zeitpunkt des Baus war die Grafschaft schon Geschichte.
Träger des Krankenhauses waren ab 1914 nacheinander verschiedene kommunale Verbände, der „Gesamtarmenverband Barmstedt“, der „Fürsorgeverband Barmstedt“, ab 1937 der Zweckverband „Krankenhaus der Grafschaft Rantzau“. Nach dem Zweiten Weltkrieg wandelte sich der Betrieb vom Belegkrankenhaus in ein Haus mit hauptamtlich tätigen Ärzten. 1955 wurde das Krankenhaus der Stadt Barmstedt übertragen, 1971 übernahm der Kreis Pinneberg die Trägerschaft. Das Ende des Krankenhauses kam 1983, als nach einem Beschluss des Kreistags der Betrieb aus Kostengründen eingestellt wurde.

## Jugendbildungsstätte (ab 1989)
Ein Nutzungsvertrag zwischen dem Kreis und dem Kreisjugendring aus dem Jahr 1984 sah vor, in dem Gebäude eine Jugendbildungs- und Jugendbegegnungsstätte einzurichten. Dazu waren umfangreiche Umbauarbeiten erforderlich.
1989 übernahm der Kreisjugendring Pinneberg e.V. das Gebäude für den Betrieb der Jugendbildungsstätte. Als unterste Ebene der Jugendringe macht der Kreisjugendring direkt Jugendarbeit vor Ort. Das Haus bietet Raum für Seminare und Workshops auch für die Erwachsenenbildung. Es können auch Klassenfahrten und Freizeiten gebucht werden, wobei Gruppen zwischen Verpflegung oder Selbstversorgung wählen können. Acht Schlafräume mit 74 Betten stehen zur Verfügung, außerdem gibt es sieben Gruppenräume und einen Zeltplatz.
Seit 1997 trägt das Haus den Namen Victor-Andersen-Haus, benannt nach dem ersten Kreisjugendpfleger des Kreises Pinneberg nach dem Zweiten Weltkrieg. Während der NS-Zeit war der Uetersener Victor Andersen (1907–1995) aktiv im  Widerstand gegen das Naziregime.